# Samoana magdalinae
Samoana magdalinae е вид коремоного от семейство Partulidae.

## Разпространение
Видът е ендемичен за Фату Хива, Френска Полинезия.